# 織田昌澄
織田 昌澄（おだ まさずみ）は、安土桃山時代から江戸時代前期にかけての武将・旗本。別名は信重。通称は庄九郎、三左衛門、主水。

## 生涯
津田信澄の長男として、信澄が大溝城主だった時代に誕生した。生母は明智光秀とその継室妻木煕子の娘のため、光秀と煕子の外孫にあたる。
かつて父・信澄の家臣だった経歴のある藤堂高虎に仕え、文禄の役に出陣する。後に藤堂家を去り、豊臣家に仕える。大坂冬の陣で高虎の部隊などと戦って活躍し、豊臣秀頼から褒賞を受ける。なお、大坂の陣に際し、長男の勘七郎は戦死している。大坂城落城後、徳川方に出頭するものの、高虎のとりなしを受けて徳川家康に助命された。以後、剃髪して道半斎と号する。
元和4年（1618年）11月、2代将軍・徳川秀忠に旗本として召し抱えられ、近江国甲賀郡内などで2000石を与えられる。以後、束髪して主水と称する。
寛永18年（1641年）3月26日、死去。享年63。次男の信高が家督を相続した。

## 系譜
子女は2男9女。
- 父：津田信澄
- 母：明智光秀四女
- 正室：安西氏の娘
  - 次男：織田信高
- 生母不明の子女
  - 長男：勘七郎
  - 女子：高城胤重室